# Villorba
Villorba là một đô thị ở tỉnh Treviso trong vùng Veneto, có cự ly khoảng 35 km về phía bắc của Venice và khoảng 8 km về phía bắc của Treviso. Tại thời điểm ngày 31 tháng 12 năm 2004, đô thị này có dân số 17.567 người và diện tích là 30,6 km².
Đô thị Villorba có các frazioni (các đơn vị trực thuộc, chủ yếu là các làng) Carità, Castrette, Catena, Fontane, Lancenigo, và San Sisto (Località).
Villorba giáp các đô thị: Arcade, Carbonera, Ponzano Veneto, Povegliano, Spresiano, Treviso.